# Partido Comunista de Puerto Rico
Partido Comunista de Puerto Rico es un partido político de ideas marxistas-leninistas fundado en la isla de Puerto Rico en 1934.

## Historia

### Fundación
El partido comunista en Puerto Rico fue fundado en 1934 cuando 14 agrupaciones marxistas-leninistas de Puerto Rico se unieron en la ciudad de Ponce por las circunstancias de la lucha obrera de los trabajadores de la caña de azúcar. En ese año tuvieron lugar enfrentamientos muy tensos entre trabajadores y autoridades. El partido tuvo una gran incidencia y rápido crecimiento, hasta bien entrado la década de los -40, particularmente en el sector portuario. Con el auge de la industrialización y el turismo en Puerto Rico, el partido comunista comenzó lentamente un declive que lo llevó a su desaparición en 1991.